# Compañía del Ferrocarril Midland (Uruguay)

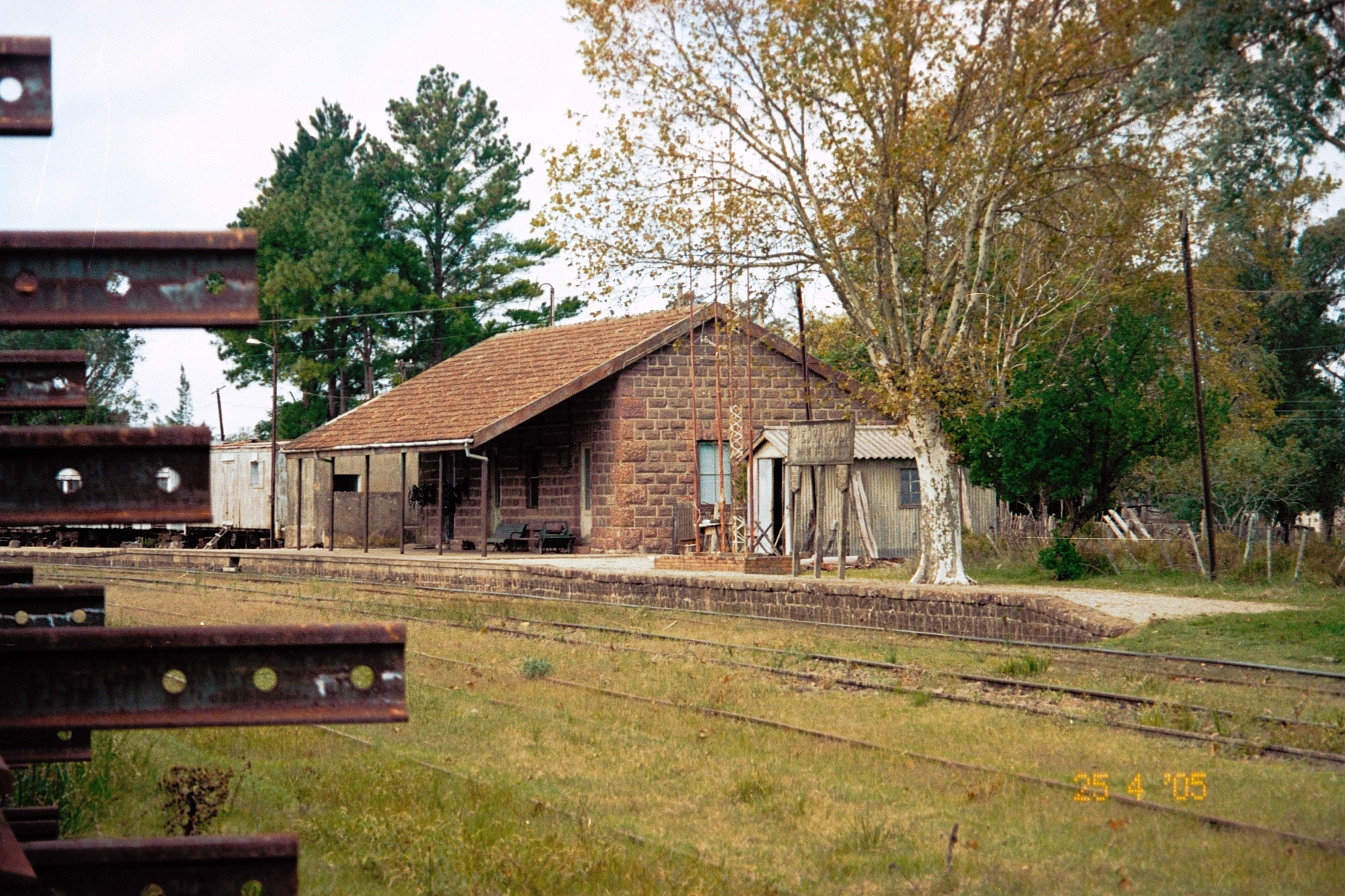
Estación Piedra Sola, construida por el Ferrocarril Midland

Midland Uruguay Railway Co., más conocido como el Ferrocarril Midland, fue una empresa ferroviaria de capitales ingleses en Uruguay. El Ferrocarril Midland fue la segunda empresa ferroviaria más importante del país, luego del Central Uruguay Railway.
Su principal línea recorría un total de 315 km (196 millas), uniendo Tres Árboles, Algorta, Paysandú y Salto.

## Creación
The Midland Uruguay Railway Company Ltd fue creada y constituida en 1887 en la ciudad de Londres iniciando con un capital de US$3.000.000.
El 15 de agosto de 1889 el también denominado Ferrocarril Mediterráneo, comenzó a operar en Uruguay, inaugurando en 1890 un trazado de 318 kilómetros entre Paso de los Toros y Salto. En agosto de 1911 culminó la construcción del ramal que uniría las ciudades de Fray Bentos y Algorta, obra que fue financiada por la empresa Liebig’s para el traslado de ganado hasta el Frigorífico Anglo a orillas del río Uruguay. En 1913 culmina la construcción del trazado entre Tres Árboles y Piedra Sola, conectándose a la línea del Central Uruguay Railway Company

## Infraestructura

### Estaciones
| Imagen | Nombre                     | Departamento |
|        | Estación Central           | Paysandú     |
|        | Estación Salto             | Salto        |
|        | Estación Paso de los Toros | Tacuarembó   |
| .      | Estación Piedra Sola       | Tacuarembó   |
|        | Estación Fray Bentos       | Río Negro    |

Contaba con un amplio taller en Paysandú y en Salto.

## Material rodante
Para el año 1936 la compañía contaba con 22 locomotoras, un vagón de vapor, 20 coches de pasajeros y 484 vagones de carga.

## Nacionalización
En 1949, finalizada la Segunda Guerra Mundial, tal como ocurrió con el resto de compañías ferroviarias de capitales británicos en Uruguay, el Ferrocarril Midland fue adquirido por el Estado como forma del pago de la deuda que el Reino Unido había contraído con Uruguay. En 1952 toda la infraestructura del Ferrocarril Midland comenzó a ser operada por la Administración de Ferrocarriles del Estado. 